# Feedly
Feedly es un lector de RSS que permite organizar y acceder rápidamente desde un navegador web o de sus aplicaciones para teléfonos inteligentes a todas las noticias y actualizaciones de blogs y demás páginas que el sistema soporta.
Entre otras características permite ordenar todos los contenidos de manera que facilita al usuario ahorrar tiempo por no tener que revisar una a una todas las fuentes de noticias.
Cuando se anunció el cierre definitivo de Google Reader el 1 de julio de 2013, los usuarios empezaron a migrar a Feedly.

## Historia
En noviembre de 2008 Edwin Khodabakchian cofundó DevHD, la empresa busca crear una plataforma que utiliza RSS, almacenamiento en la nube y la integración con medios sociales para conectar a los usuarios con la información que encuentren interesante. Lanzado por primera vez el 15 de junio de 2008 Y originalmente llamado Feeddo fue basado en un proyecto anterior de DevHD llamado "Streets", sobre el cual actualmente feedly se basa. Feedly fue en un principio optimizado para trabajar con canales RSS y concebido como una extensión web antes de trabajar en plataformas móviles.

## Versiones
Se ofrece en tres versiones: Basic (gratuita), Pro y Team.